# NGC 4893
NGC 4893 (również IC 4015, PGC 44690 lub UGC 8111) – galaktyka eliptyczna (E2?), znajdująca się w gwiazdozbiorze Psów Gończych. Odkrył ją Heinrich Louis d’Arrest 24 kwietnia 1865 roku. Jest w trakcie kolizji z sąsiednią galaktyką IC 4016, zwaną czasem NGC 4893A.